# Antonio Soller
Antonio Soller (født 10. august 1840 i Lissabon, Portugal - død ? 1902) var en portugisisk komponist, pianist og maler.
Soller studerede musik og malerkunst i i Lissabon. Han levede senere i forskellige lande såsom Frankrig og Italien, hvor han erhvervede sig som komponist. Soller komponerede en symfoni, orkesterværker, operetter, klaverstykker etc. Man kender ikke hans nøjagtige dødsdato, og hvor han er død.

## Udvalgte værker
- Symfoni - for stort orkester
- Souvenir fra Alsace - for orkester
- En vinstok - operette
- Tarantel - for klaver